# 落毛杜鹃
落毛杜鹃（学名：Rhododendron detonsum），为杜鹃花科杜鹃花属下的一个种。

## 扩展阅读
維基物種上的相關：落毛杜鹃